# Kuninkaanhauta
Kuninkaanhauta (Fins voor Vorstengraf) is een stenen grafheuvel in Eura, Finland. Het is de grootste grafheuvel in zijn soort en ligt op ca. 50 km ten noorden van Turku. 
De grafheuvel is ovaal van vorm en heeft een diameter van tussen de 37 en 45 meter. De heuvel is 3,6 meter hoog. Berekeningen tonen aan dat de inhoud van de grafheuvel 2000 kubieke meter bedroeg. Dit bedraagt zo'n 250.000 stenen van 20 cm. in doorsnede. 
De heuvel komt uit de Noordse bronstijd (1500–500 v. Chr.) en is nog niet afgegraven. In de omgeving van de grafheuvel werden tussen 1987 en 1988 wel onderzoeken uitgevoerd. Er werden ronde structuren, waarschijnlijk overblijfselen van hutten, en vuurplaatsen aangetroffen. Ook werden scherven keramiek en botten van dieren gevonden. De woonplaats wordt gedateerd op 520 v. Chr.